# Lekarniška ulica, Maribor
Lekarniška ulica je ozka uličica v Mariboru. Povezuje Glavni trg s Slomškovim trgom. Prvič se je omenja leta 1330 kot Kleine Kirch Gasse (Mala cerkvena ulica). 19. stoletja pa so jo preimenovali v Apotheker Gasse (Lekarniška ulica) po nemški okupaciji. Maja  leta 1945 pa so ji vrnili slovensko ime. Ime je dobila po lekarni Pri orlu na vogalu ulice, ki je tudi najstarejša lekarna v mestu. Lastnik lekarne se je kasneje preselil v Ruše in tako opustil eno najstarejših mestnih ustanov.